# Solarpark Alt Daber
Der Solarpark Alt Daber ist eine Photovoltaik-Freiflächenanlage in Brandenburg, die im Jahr 2011 auf dem Gelände des Flugplatzes Alt Daber errichtet wurde. 2014 wurde die Anlage um ein Speicherkraftwerk zur kurzfristigen Bereitstellung von Regelleistung ergänzt.

## Solarpark
Der Solarpark verfügt über eine Gesamtleistung von 67,8 MWp und ging nach 7 Monaten Bauzeit im Dezember 2011 ans Netz. Zum Einsatz kamen 850.000 Dünnschicht-Solarmodule von First Solar, die Wechselrichter stammen von SMA Solar Technology. Das jährliche Regelarbeitsvermögen liegt bei rund 71,4 GWh, was dem durchschnittlichen Stromverbrauch von ca. 19.000 Vier-Personen-Haushalten entspricht und jährlich 44.000 Tonnen Kohlenstoffdioxid einsparen soll.

## Batteriespeicher
2014 wurde der Solarpark um einen Prototyp eines Batterie-Speicherkraftwerks erweitert, der Ende November 2014 offiziell eingeweiht wurde. Der Speicher ist modular aufgebaut, für den Einsatz als Regelenergie-Lieferant konzipiert und soll speziell Primärregelleistung zum schnellen Ausgleich der Netzfrequenz liefern, was bisher noch durch konventionelle Kraftwerke erfolgt. Er wurde von einer Tochter von Belectric entwickelt und verfügt über eine Kapazität von ca. 2.000 kWh. Technisch besteht er aus Blei-Akkumulatoren, die damals noch günstiger waren als Lithium-Ionen-Akkumulatoren. Untergebracht sind die Akkus mitsamt der zugehörigen Leistungselektronik in zwei Containern auf dem Kraftwerksgelände. Die Entwicklung des Speichers wurde vom Wirtschaftsministerium des Landes Brandenburg mit 376.000 Euro gefördert.